# The Misfits
The Misfits er et amerikansk punkband, der havde sin storhedstid i 1980'erne. Bandet blev grundlagt i 1977 af forsanger Glenn Danzig og bassisten Jerry Only.

## Baggrund
Misfits blev dannet i byen Lodi i New Jersey i 1977 af Glenn Danzig (sang) og Jerry Only (bas).
De tog navn efter Marilyn Monroe filmen af samme navn og var en hyldest til skuespillerinden.
Bandet spillede energisk punk og Glenn Danzig's sangstemme, som nærmest var en krydsning af Elvis Presley, Jim Morrison og Roy Orbison gav numrene et melodisk touch.
De udviklede sig til at blive et horror punk band, hvor teksterne var inspireret af gysere og science fiction film. Deres påklædning og udseende havde taget inspiration i det mørke gyser univers med sort tøj, sort mascara under øjnene og deres kendetegn devilock'en, en hanekam/tot sort hår der hang ned i ansigtet.

## Det første Misfits
Misfits udgav deres første single "Cough/Cool" i 1977, der bestod af numrene "Cough/Cool" og "She". På dette tidspunkt i bandets historie havde de endnu ikke fundet sig en guitarist, så det er den eneste udgivelse hvor der ikke er guitar på, derfor lyder pladen også anderledes musikalsk end hvor bandet bevægede sig hen herefter. Bandet var en trio på denne udgivelse og Glenn Danzig spillede på keyboard og de havde en trommeslager der hed Manny. Singlen blev udgivet i 500 eksemplarer af bandet selv på deres Blank Records.
Pladeselskabet Mercury var interesseret i at få navnet Blank Records, så de købte det af bandet for 30 timers tid i deres studio.
Bandet brugte de 30 timer til at optage 17 numre, som skulle have været deres debut plade. Misfits valgte i stedet for at udgive nogle af numrene løbende på singler. Debut pladen Static Age udkom først i 1995 i sin fulde længde. På disse indspilninger spillede Franché Coma guitar og Mr. Jim spillede på trommer.
Deres anden single "Bullet" fra 1978, kom til at bestå af fire numre fra Mercury indspilningerne. Den indeholdt klassikerene "Bullet", "We Are 138", "Attitude" og "Hollywood Babylon". Pladen blev udgivet på bandets eget selskab Plan 9, navnet er taget fra science fiction b-filmen af samme navn.
I 1979 indspillede Misfits "Horror Business" singlen, der iflg. bandet var optaget i et hjemsøgt hus, hvilket også skulle forklare hvorfor der var nogle mistænkelige lyde i bagrunden af nogle af numrene. Singlen består af numrene "Horror Business", "Teenagers From Mars" og "Children In Heat". Bobby Steele håndterede guitaren og Joey Image slog på trommer på denne udgivelse. Fra denne single og fremefter var deres sangtekster inspirerede af gyser og science fiction film. Skellettet på coveret var taget fra en gammel serie fra 1950'erne, der hed Crimson Ghost. Crimson Ghost figuren er i dag nærmest deres logo. Det var også i denne periode at bandet begyndte at sætte sit hår ned i ansigtet, hvilket blev en del af deres image.
Herefter fulgte singlen "Night Of The Living Dead", inspireret af George A. Romeo zombie filmen fra 1968 af samme navn. Singlen indeholdt udover titelnummeret numrene "Where Eagles Dare" og "Rat Fink".
Mini albummet "Beware" som udkom i 1980 er de fleste af numrene fra "Bullet" og "Horror Business" singlerne slået sammen på plade. Pladen indeholdt desuden nummeret "Last Caress", som i dag ses for at være en af deres stjernenumre, som Metallica bl.a. også har indspillet og luftet flittigt live.
I 1981 udkom "3 Hits From Hell" singlen, der indeholder "London Dungeon", "Horror Hotel" og "Ghouls Night Out".
"London Dungeon" er inspireret af Glenn Danzig's overnatning i et fængsel i London i forbindelse med en tourne i landet i 1979. Jerry Only's lillebror Doyle Wolfgang Von Frankenstein var kommet med på guitar på dette tidspunkt, da Bobby Steele var begyndt at blive en ustabil guitarist, der ikke altid dukkede op når der skulle øves og Arthur Googy kom med på trommer.
Singlen "Halloween" udkom til halloween i 1981, b-siden "Halloween II" bliver sunget på latinsk.
Glenn Danzig udgav også solo singlen "Who Killed Marilyn?/Spook City U.S.A." i denne periode, der stilmæssigt lyder som Misfits numre.
Det første fuldlængde album "Walk Among Us" udkom i 1982, og indeholder 13 horror punk klassikere bl.a. "Skulls", "Astro Zombies", "I Turned Into A Martian" og "All Hell Breaks Loose". Pladen udkom på selskabet Ruby/Slash Records og var ikke selvudgivet i modsætning til alle de foregående singler.
Live mini albummet "Evilive" udkom i 1982 og kunne først erhverves igennem deres fan klub – The Fiend Club". Pladen blev senere udgivet i en udvidet version med flere numre.
Stilen på deres anden fuldlængde "Earth A.D./Wolfs Blood" var blevet mere hardcore punk, hårdere og hurtigere i det musikalske udtryk. Den har headbanger venlige nærmest metal punk numre som "Earth A.D.", "Death Comes Ripping" og "Devilock". På denne plade var Arthur Googy blevet smidt ud af bandet og afløst af den tidligere Black Flag trommeslager Robo.
Misfits gik i opløsning i 1984, grundet interne konflikter i bandet og det musikalske udtryk.
Men bandet nåede da lige at udgive singlen "Die, Die My Darling", som udover perlenummeret "Die, Die My Darling" indeholder numrene "We Bite" og "Mommy, Can I Go Out And Kill Tonight?".
Danzig dannede herefter bands'ne Samhain og Danzig, hvor af specielt sidstnævnte har givet ham meget succes og anerkendelse.

## Efter Misfits og det nye Misfits
Efter opløsningen af bandet er der kommet udgivelser med uudgivne numre og compilation albums, der har samlet de fleste af deres singler. En god introduktion til bandet kunne f.eks være med "Collection" og "Collection II".
Brødrene Jerry Only og Doyle Wolfgang Von Frankenstein gendannede Misfits i 1995, men Glenn Danzig ønskede ikke at medvirke, så bandet fik sig en ny forsanger i Michael Graves og trommeslageren Dr. Chud. Michael Graves lyder lidt hen af Glenn Danzig, dog noget lysere i stemmen.
De udgav i 1997 albummet American Psycho. Stilen på denne udgivelse var blevet mere metal punket i lyden. Bandet kunne dog stadig finde ud af at skrive iørefaldende sing-a-long sange. Dog når det ikke helt op på samme høje niveau som i deres tidlige dage.
Albummet "Famous Monsters" fulgte derefter i 1999 og kører i samme stil som "American Psycho" pladen. Her er også gode numre som f.eks. "Scream", "Helena", "The Forbidden Zone" og "Lost In Space".

## Jerry Only's Misfits
Det nye Misfits varede desværre kun 4-5 år, før der igen kom strid imellem bandmedlemmerne. Under en optræden i 2000, brød både Graves og Dr. Chud med bandet, og gik ned fra scenen.
Så i 2001 formede Jerry Only et nyt Misfits, bestående af ham på bas og sang, Dez Cadena fra Black Flag på guitar, og Marky Ramone fra The Ramones på trommer. De udgav i 2003 cover albummet Project 1950, hvor de spiller covers af 50 og 60'er sange.
Misfits er måske nok mere kendte en nogensinde før i dag, og de får løbende nye fans – Ikke så underligt med et så imponerende bagkatalog af punk klassikere.

## Gendannelse af det originale Misfits
Jerry Only og Glenn Danzig blev genforenet i 2016. I 2019 bekendtgjorde Glenn Danzig, at det originale Misfits kun vil fortsætte med nogle få koncerter året ud og derefter ikke vil spille sammen igen.

## Diskografi

### "Den original besætning" Misfits
- Walk Among Us (1982)
- Earth A.D. (1983)
- Static Age (1997, optaget i 1978)
- 12 Hits From Hell (2001, optaget i 1980)

### "Det genfødte" Misfits
- American Psycho (1997)
- Famous Monsters (1999)

### Jerry Only's Misfits
- Project 1950
- Land Of The Dead (Single) (2009)

Desuden er der udgivet opsamlingen af diverse b-sider:
- Cuts from the Crypt (2001)